# Список зарубежных поездок президента Ельцина

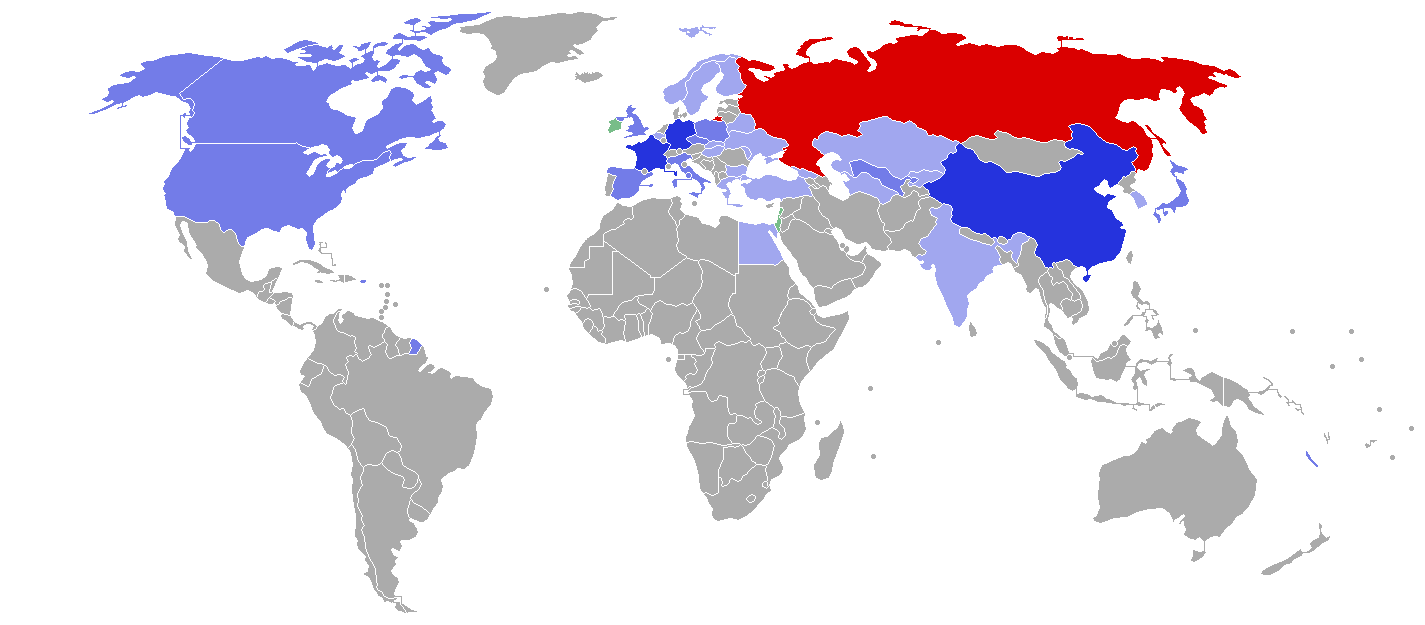
Россия
1 визит
2 визита
3 визита
4 и более визитов

Ельцин с Джорджем Бушем-старшим напротив Белого дома, Вашингтон, 1992 год.

В этой статье приведён список поездок, совершённых Борисом Ельциным во время его президентства в 1991—1999 годах. Во время своего правления он посетил около 30 различных стран мира.

## Первый президентский срок (1991—1996)

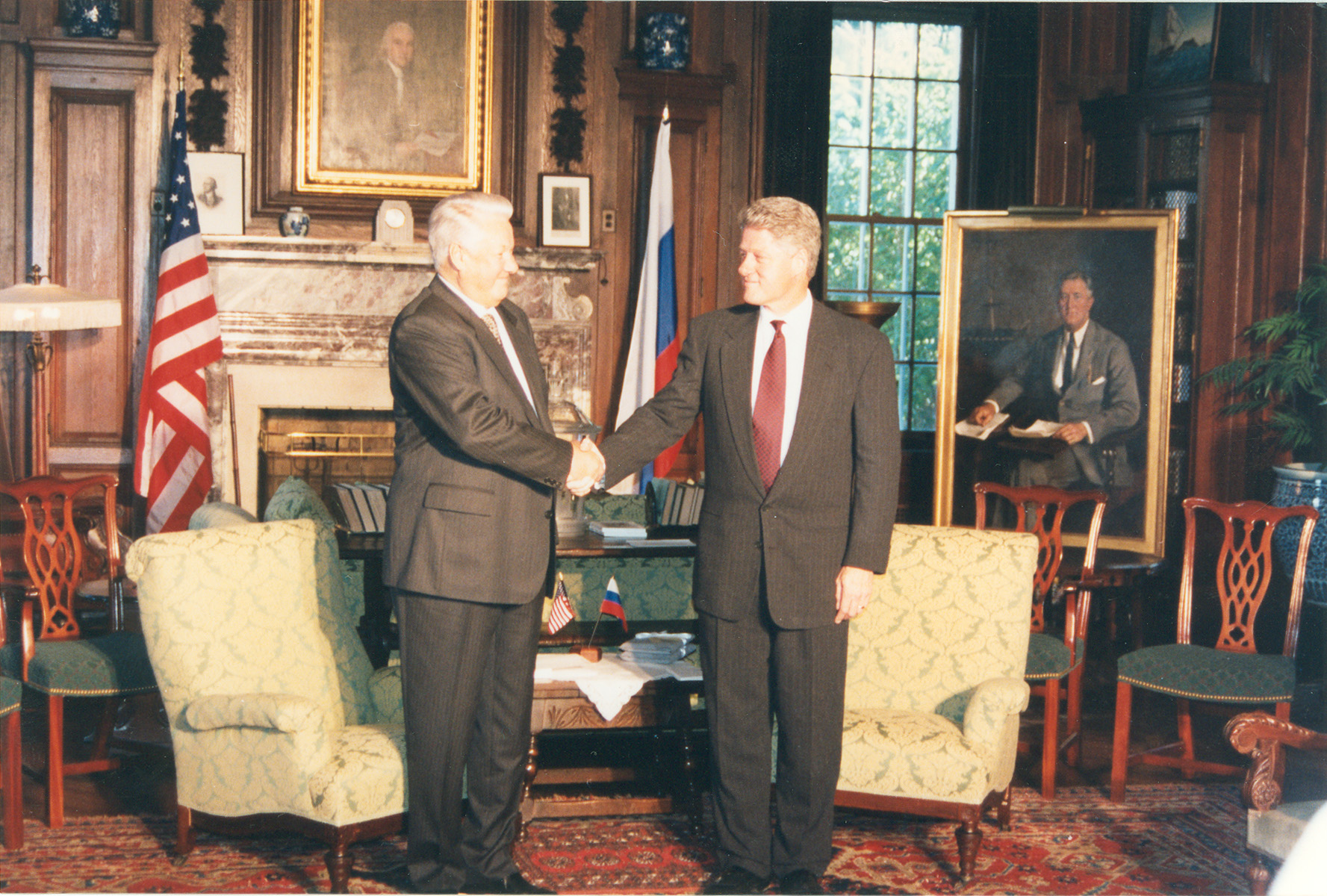
Президент США Билл Клинтон и президент России Борис Ельцин на встрече в доме Франклина Рузвельта, 23 октября 1995 года.

- 15-16.04.1991 — частный визит в Париж, Франция.
- 13-14.05.1991 — официальный визит в Прагу, Чехословакия.
- 20.06.1991 — официальный визит в Вашингтон, США.
- 17.08.1991 — официальный визит в Алма-Ату, Казахстан[2].
- 21-23.11.1991 — официальный визит в Бонн, Германия[3].
- 20.12.1991 — официальный визит в Ватикан[4][5].
- 31.01-01.02.1992 — рабочий визит в Вашингтон и Кэмп-Дэвид, США. Подписана Декларация о прекращении Холодной войны.
- 01.02.1992 — официальный визит в Оттаву, Канада[6].
- 05-07.02.1992 — официальный визит в Париж и Альбервилль, Франция. Президент присутствовал на открытии Зимних Олимпийских игр.
- 15-16.05.1992 — официальный визит в Ташкент, Узбекистан[7]. Президент принял участие в первом саммите ОДКБ.
- 15-19.06.1992 — официальный визит в Вашингтон, США[8]. Президент выступил в Конгрессе США с речью о низложении "коммунистического идола".
- 03-04.08.1992 — рабочий визит в Софию, Болгария.
- 01.11.1992 — рабочий визит в Будапешт, Венгрия.
- 09-10.11.1992 — официальный визит в Лондон, Великобритания.
- 18-20.11.1992 — официальный визит в Республику Корею[9]. Впервые в истории правитель России посещает Южную Корею.
- 17-19.12.1992 — рабочий визит в Пекин, Китай.
- 22-23.01.1993 — рабочая поездка в Минск на саммит СНГ.
- 27-29.01.1993 — рабочий визит в Дели, Индия[10].
- 29.06-01.07.1993 — рабочий визит в Афины, Греция.
- 01.08.1993 — рабочий визит в Братиславу, Словакия.
- 25.08.1993 — визит в Варшаву, Польша[11]. Встреча с президентом Польши Лехом Валенсой и возложение венка к памятнику жертвам Катыни со словами "Простите нас".
- 26.08.1993 — официальный визит в Прагу, Чехия[12].
- 11-13.10.1993 — официальный визит в Токио, Япония.
- 09.12.1993 — рабочий визит в Брюссель, Бельгия[13]. Начато сотрудничество России с ЕС и НАТО.
- 23-24.12.1993 — рабочий визит в Ашхабад, Туркменистан[14]. Президент принял участие в саммите ОДКБ.
- 03.02.1994 — официальный визит в Тбилиси, Грузия[15][16][17].
- 11-14.04.1994 — официальный визит в Мадрид и Барселону, Испания.
- 24.06.1994 — рабочий визит на остров Керкира, Греция.
- 31.08-02.09.1994 — официальный визит в Штутгарт, Германия.
- 24-25.09.1994 — официальный визит в Лондон, Великобритания.
- 25-29.09.1994 — официальный визит в Вашингтон, США.
- 30.09.1994 — официальный визит в Ирландию. Шаннонский инцидент.
- 05.12.1994 — рабочий визит в Будапешт, Венгрия. Подписан Будапештский меморандум.
- 20.01.1995 — рабочий визит в Алма-Ату на саммит СНГ.
- 21.02.1995 — официальный визит в Минск, Белоруссия[18].
- 26.05.1995 — поездка в Белоруссию на саммит СНГ.
- 23-26.10.1995 — рабочая поездка в Нью-Йорк, США. Встреча с президентом США Биллом Клинтоном. Участие в 50-й сессии Генеральной Ассамблеи ООН.
- 25.03.1996 — официальный визит в Осло. Впервые российский лидер посещает Норвегию.
- 24-26.04.1996 — официальный визит в Пекин, Китай.
- 22.06.1996 — официальный визит в Брест, Белоруссия, по случаю 55-летия начала Великой Отечественной войны.

## Второй президентский срок (1996—1999)
- 16-18.04.1997 — официальный визит в Штутгарт и Баден-Баден, Германия.
- 28-31.05.1997 — официальный визит в Киев, Украина[19].
- 19-23.06.1997 — рабочая поездка в Денвер на саммит G8.
- 23.10.1997 — рабочая поездка в Кишинёв на саммит СНГ.
- 09-11.11.1997 — официальный визит в Пекин, Китай[20].
- 02-04.12.1997 — официальный визит в Стокгольм. Впервые российский лидер посещает Швецию[21].
- 09-11.02.1998 — официальный визит в Рим, Италия.
- 10.02.1998 — официальный визит в Ватикан[22].
- 18-19.04.1998 — официальный визит в Канагаву, Япония.
- 15-17.05.1998 — рабочая поездка в Бирмингем на саммит G8.
- 08-09.06.1998 — официальный визит в Бонн, Германия.
- 11-12.10.1998 — официальный визит в Ташкент, Узбекистан[23][24].
- 20.06.1999 — рабочая поездка в Кёльн на саммит G8.
- 17-19.11.1999 — рабочая поездка в Стамбул на саммит ОБСЕ.
- 09-10.12.1999 — официальный визит в Пекин, Китай.